# Phellandrene
Die Phellandrene sind eine Gruppe chemischer Verbindungen, genauer von Monoterpen-Kohlenwasserstoffen. Es handelt sich um farblose, ölige Flüssigkeiten. Sie sind Bestandteil von ätherischen Ölen.

## Vertreter
Die Strukturisomere α-Phellandren und β-Phellandren weisen je ein stereogenes Zentrum auf. Folglich gibt es je zwei Enantiomere des α-Phellandrens und des β-Phellandrens:
| Gefahrensymbol | Gefahrensymbol | Gefahrensymbol |

| keine Einstufung verfügbar |

Das 1:1-Gemisch aus (R)-α-Phellandren und (S)-α-Phellandren ist (RS)-α-Phellandren, ein Racemat.
Analog ist (RS)-β-Phellandren ein Racemat aus (R)-β-Phellandren und (S)-β-Phellandren.

## Vorkommen
α-Phellandren kommt unter anderem in Sternanis, Dill (Anethum graveolens), Arznei-Engelwurz (Angelica archangelica), Canarium luzonicum, Eukalyptus (Eucalyptus dives, Eucalyptus globulus) Lorbeer (Laurus nobilis), Schwarzer Pfeffer (Piper nigrum), Majoran (Origanum majorana), Oregano (Origanum vulgare), Muskatnuss (Myristica fragrans), Thymian (Thymus vulgaris), Kümmel (Carum carvi), Kreuzkümmel (Cuminum cyminum), Petersilie (Petroselinum crispum), Fenchel (Foeniculum vulgare), Ingwer (Zingiber officinale) und Mutterkraut (Tanacetum parthenium) vor.
β-Phellandren findet sich unter anderem in Sternanis, Wacholder, Dill (Anethum graveolens), Arznei-Engelwurz (Angelica archangelica), Eukalyptus (Eucalyptus dives, Eucalyptus citriodora) Kubeben-Pfeffer (Piper cubeba), Kümmel (Carum carvi), Fenchel (Foeniculum vulgare), Ingwer (Zingiber officinale) Petersilie (Petroselinum crispum), Zitronen (Citrus limon), Schwarzer Pfeffer (Piper nigrum), Grünem Kardamom (Elettaria cardamomum), Muskatnuss (Myristica fragrans), Koriander (Coriandrum sativum), Majoran (Origanum majorana), und Wasserfenchel (Oenanthe aquatica).

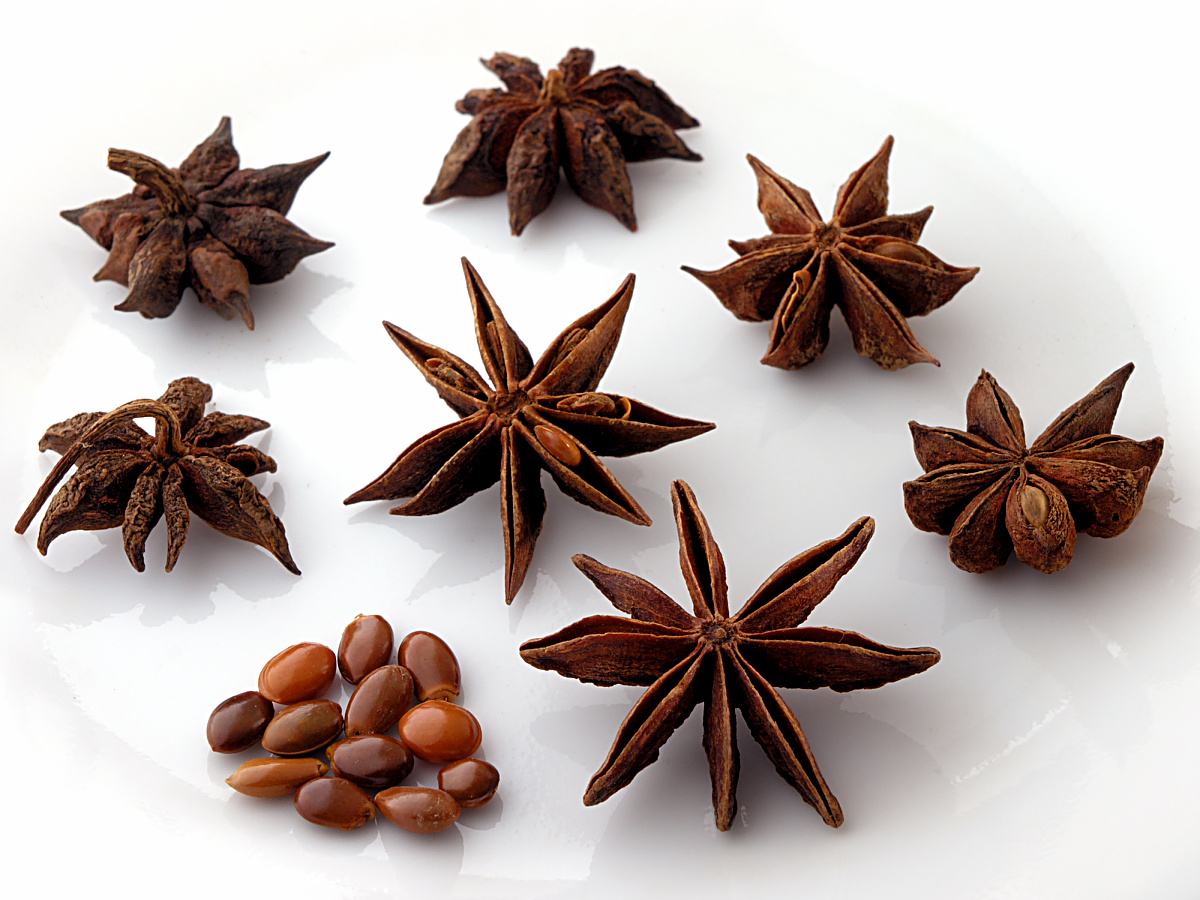
Sternanis
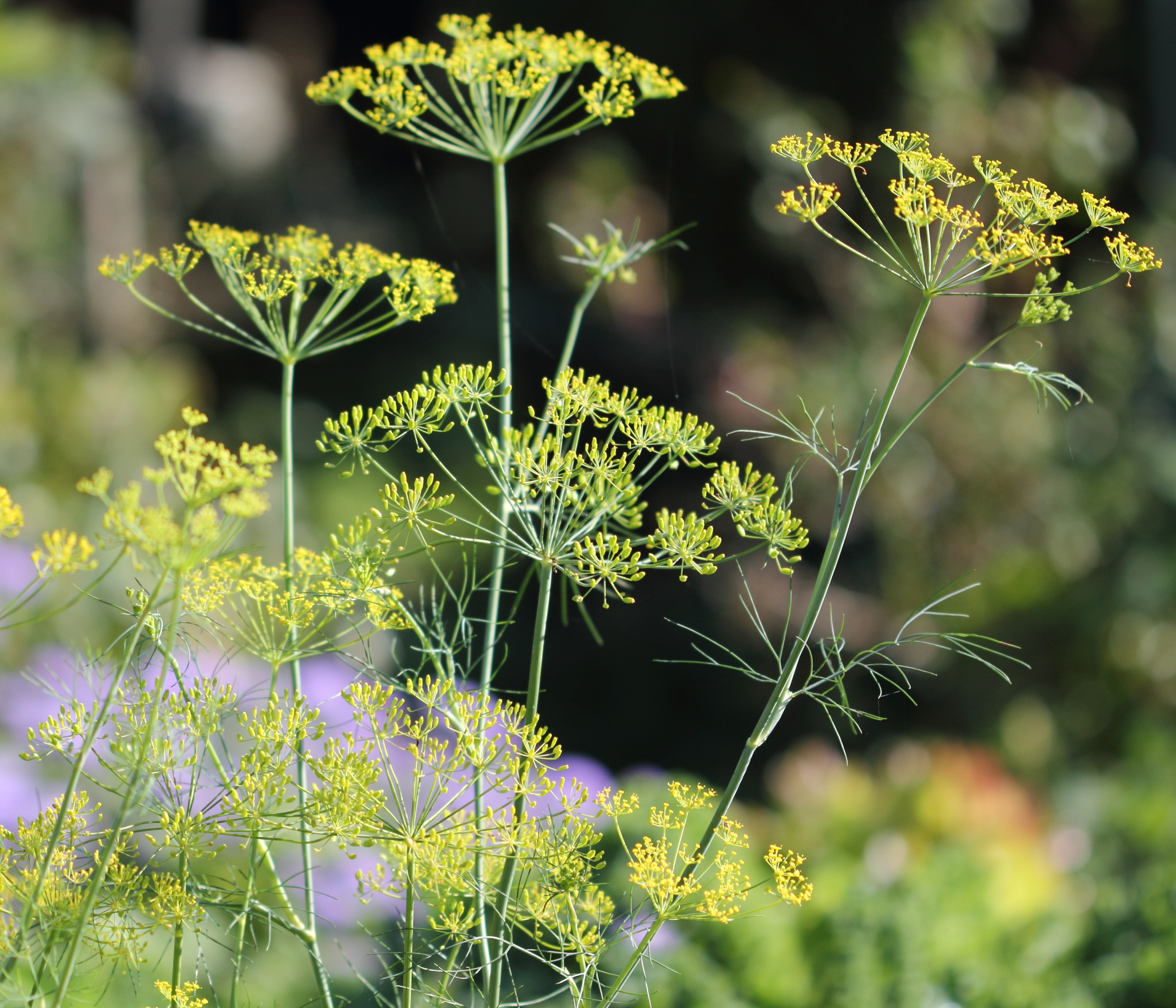
Dill
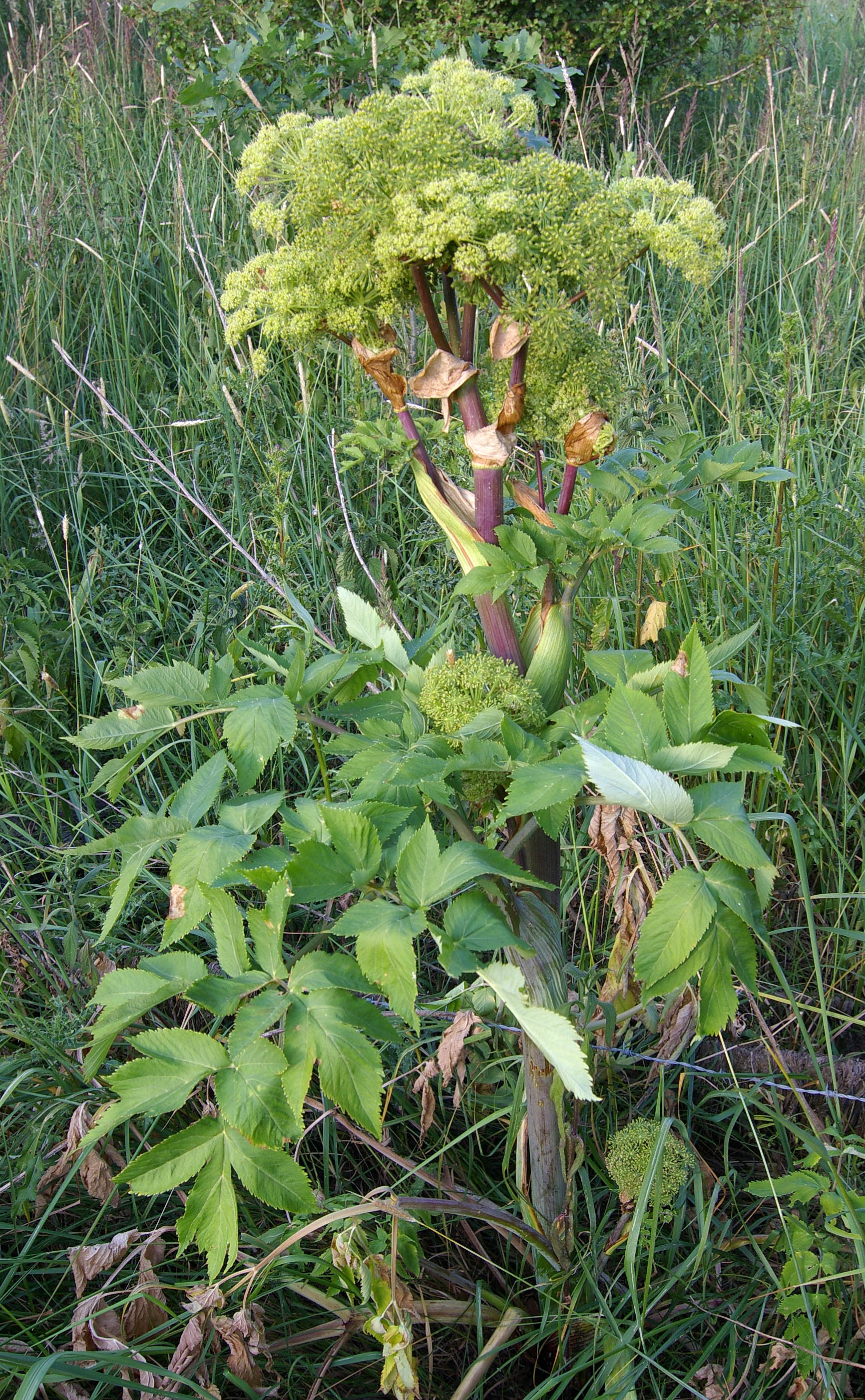
Arznei-Engelwurz
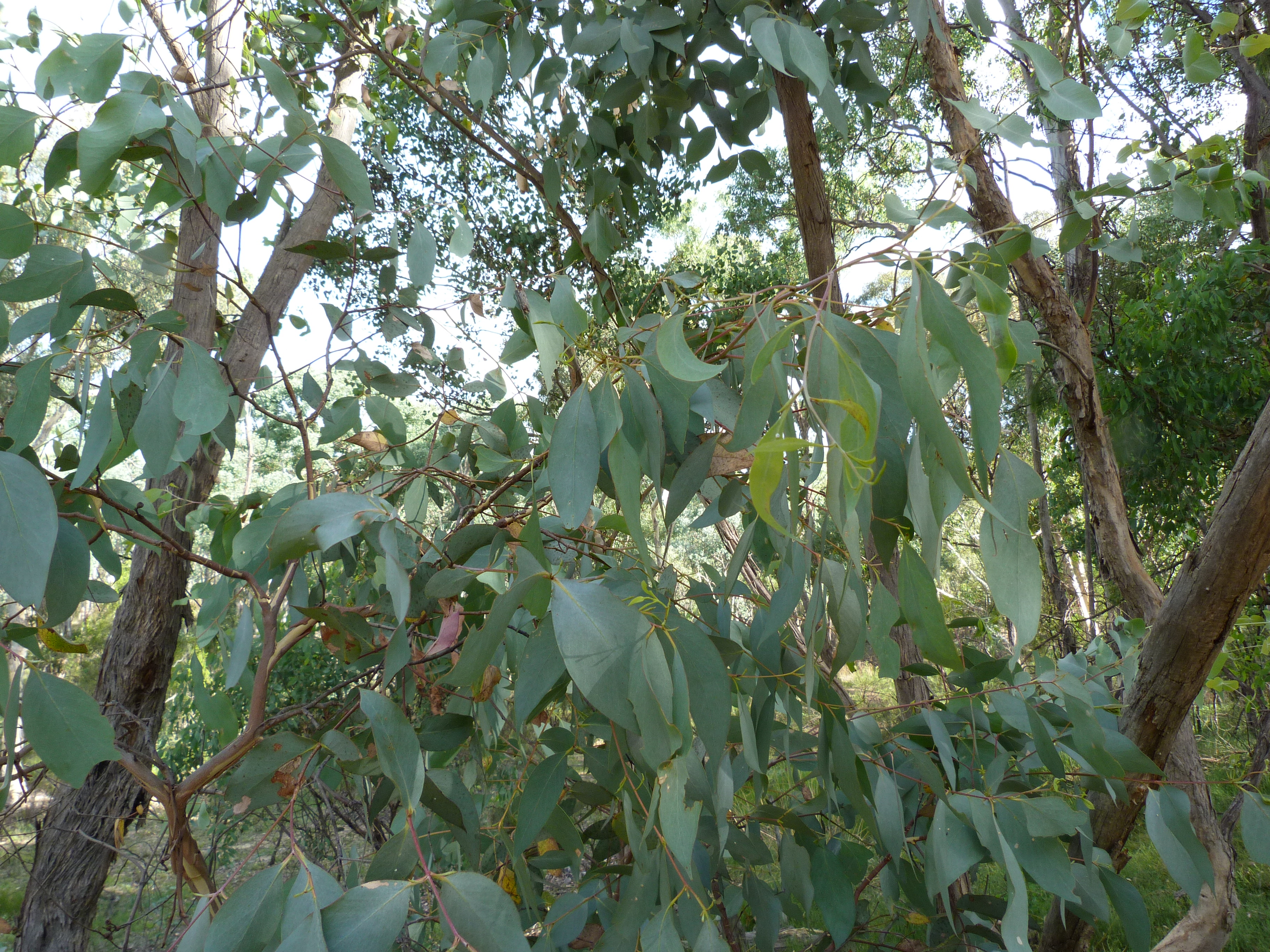
Eukalyptus
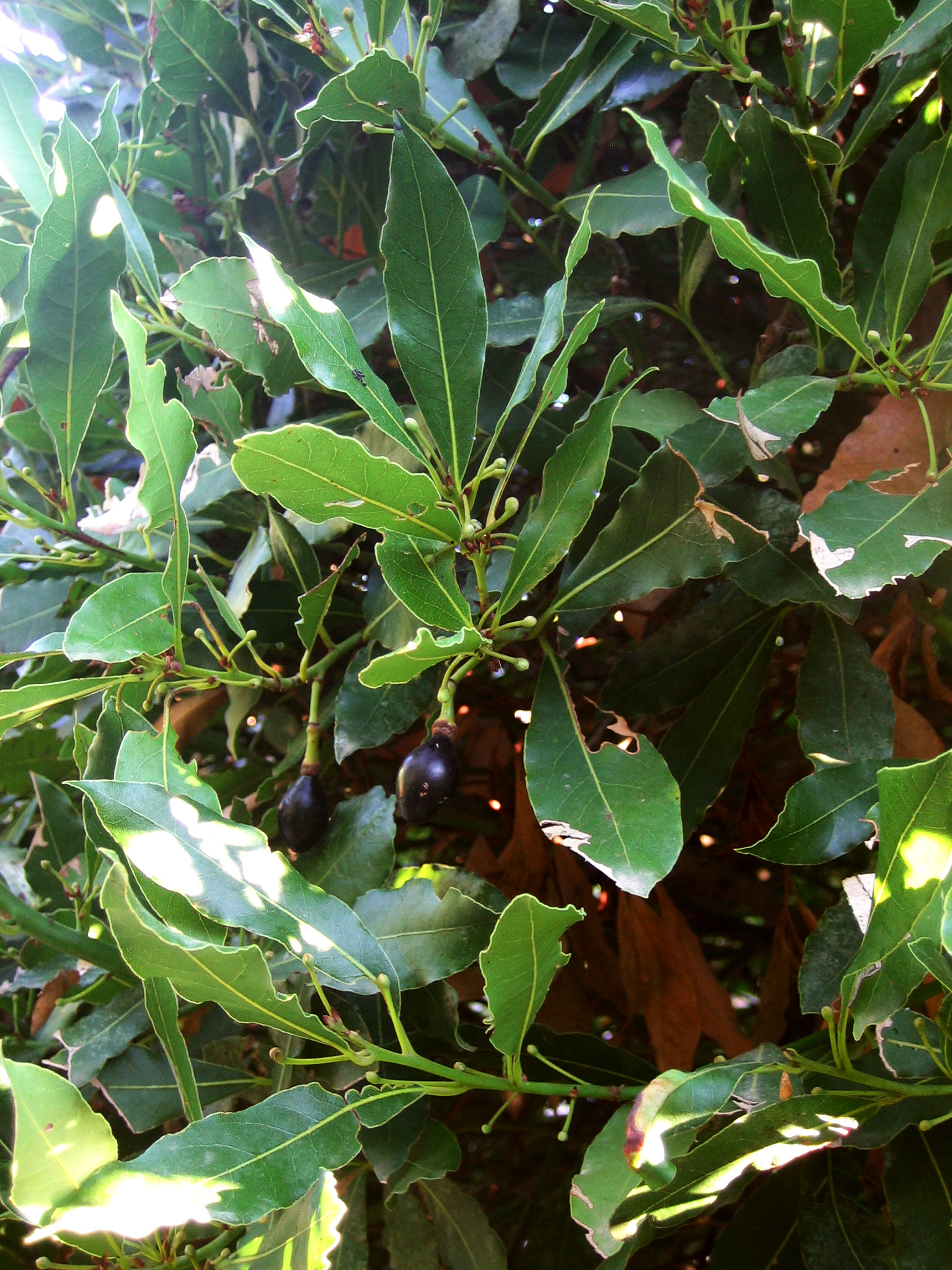
Lorbeer

## Eigenschaften
Enantiomere Terpene besitzen in der Regel einen unterschiedlichen Geruch, weil die Geruchsrezeptoren des Menschen selbst chiral sind. α-Phellandren hat einen würzigen-minzartigen Geruch, β-Phellandren riecht minzartig, außerdem riechen beide nach Terpentin. Die Geruchsschwelle des β-Phellandrens liegt bei 700 ppb.
Die Phellandrene gehören durch die Kombination von Sechsring und konjugierten Doppelbindungen zu den Prohaptenen, d. h. ihre Oxidationsprodukte an der Luft bzw. Reaktionsprodukte im Kontakt mit der Haut sind allergieauslösend.